# Thérèse Raquin (pel·lícula de 1953)
|  | Per a altres significats, vegeu «Thérèse Raquin (desambiguació)». |

Thérèse Raquin és una pel·lícula dramàtica franco-italiana dirigida el 1953 per Marcel Carné, basant-se en la novel·la homònima d'Émile Zola.

## Argument
En una fosca merceria de Lió, Thérèse Raquin viu amb el seu marit Camille amb qui, òrfena, es va criar sense més alternativa que casar-se amb ell. La mare de Camille, una dona austera, viu amb ells i domina completament el fill, que ha convertit en covard. Imposa a la parella una vida a la seva imatge, rutinària i casolana. Thérèse es converteix en la mestressa de Laurent, un camioner italià que vol casar-se amb ella. Quan exposa les seves intencions a Camille, aquest, recolzat per la seva mare, munta un estratagema per fer segrestar Thérèse a la regió de París sota el pretext d'un viatge de plaer. Al mateix tren, però, viatja Laurent, qui pretén forçar Camille a divorciar-se, però després d'un altercat violent, Laurent llença Camille per la porta del tren.
Tot i que la policia conclou que és un accident, la Sra Raquin pateix un atac cerebral que la deixa paralitzada i muda, n'acusa Thérèse, de la que en continua depenent. Alhora, Thérèse i Laurent són víctimes del xantatge de Riton, petit mestre cantor testimoni de la tragèdia al tren. Tot i que els amants i Riton haven arribat a un acord per al pagament d'una quantitat de diners, el destí precipitarà el trio amb un resultat tràgic: Riton mor atropellat per un conductor, però havia demanat a la donzella del seu hotel que enviés una carta d'acusació a la policia si ell no tornava a temps.

## Repartiment
- Simone Signoret - Thérèse Raquin
- Raf Vallone - Laurent LeClaire
- Jacques Duby - Camille Raquin
- Sylvie - Madame Raquin
- Maria Pia Casilio
- Marcel André
- Martial Rèbe
- Paul Frankeur

## Guardons
Va obtenir el Lleó d'Argent a la 14a Mostra Internacional de Cinema de Venècia. També va obtenir el premi de la revista japonesa Kinema Junpō a la millor pel·lícula estrangera el 1955.